# 알크만
알크만(Ἀλκμάν, 기원전 7세기경)은 스파르타 출신의 고대 그리스 합창 서정시인이다.

## 생애
알크만의 생몰년은 확실치 않으나, 아마도 기원전 7세기 후반에 활동하였을 것으로 추정된다. 어머니의 이름은 알려지지 않았다. 아버지는 다마스 또는 티타로스라고 불렸으리라 추정된다. 알크만의 국적은 고대 시절에도 논쟁이 되었다. 불행하게도, 고대 작가들의 기록은 보통 그들이 시에서 남긴 전기적 내용을 바탕으로 추정되는데, 고로 세부 사항들은 확실치 않다. 테살로니카의 안티파테르는 시인들에게는 "많은 어머니들"이 있고, 유럽과 아시아의 양 대륙은 알크만이 동향 출신이라 주장한다고 저술한 바 있다. 고대 뤼디아의 수도이던 사르디스에서 태어났다고 보통 추정되어 왔으나, 수다에서는 알크만이 사실 메소아 출신의 라코니아 사람이라는 주장이 나와있다.